# Habichd
Der Habichd ist eine selten gespielte Schacheröffnung. Der Name stammt von dem deutschen Theoretiker Stefan Bücker, der 1986 diese Zugfolge vorgeschlagen hat.
|   | a | b | c | d | e | f | g | h |   |
| 8 |   |   |   |   |   |   |   |   | 8 |
| 7 |   |   |   |   |   |   |   |   | 7 |
| 6 |   |   |   |   |   |   |   |   | 6 |
| 5 |   |   |   |   |   |   |   |   | 5 |
| 4 |   |   |   |   |   |   |   |   | 4 |
| 3 |   |   |   |   |   |   |   |   | 3 |
| 2 |   |   |   |   |   |   |   |   | 2 |
| 1 |   |   |   |   |   |   |   |   | 1 |
|   | a | b | c | d | e | f | g | h |   |

Stellung nach 3. … c4!?
Nach der indischen Einleitung
1. d2–d4 Sg8–f6
muss Weiß nicht 2. c2–c4 spielen, er kann auch u. a.
2. Sg1–f3
versuchen, worauf Schwarz im Benoni-Stil weiterspielen kann:
2. … c7–c5
Der Normalzug darauf ist
3. d4–d5,
der Schwarz die Gelegenheit zu einem skurril anmutenden Vorstoß gibt: 
3. … c5–c4!?
Der Sinn dieses Zuges liegt darin, den d5 von anderen weißen Bauern abzuschneiden und ihn eventuell mit Dd8–a5 anzugreifen – daher stammt auch der Name der Eröffnung, eine Verkürzung von „Hab ich dich“. Sie wird wahlweise so oder Habicht genannt – auf Englisch hat sich die Übersetzung „Hawk“ eingebürgert. Es kann weitergehen mit 4. Sb1–c3 Dd8–a5 5. Dd1–d4 b7–b5 6. e2–e4 mit scharfen Verwicklungen.
Diese Eröffnung verzeichnet der gängigen Theorie nach ein deutliches Plus für Weiß, weswegen sie bisher nicht von Großmeistern angewandt worden ist.